# Stazione di Fauglia-Lorenzana
La stazione di Fauglia-Lorenzana è una stazione ferroviaria dismessa nel 1992, posta lungo la ferrovia Pisa-Vada presso la frazione di Acciaiolo. Serviva il comune di Fauglia e Lorenzana, frazione del comune sparso di Crespina Lorenzana.